# Pontianak (stad)
Pontianak (Chinees: 坤甸) is een middelgrote industriestad op het eiland Borneo in Indonesië en de hoofdstad van de provincie West-Kalimantan. De stad heeft 526.600 (2000) inwoners en heeft een oppervlakte van 107,82 km² in de delta van de Kapuas, de langste rivier van Indonesië. Pontianak is vrijwel exact op de evenaar gelegen. De luchthaven van Pontianak is Luchthaven Supadio.
De stad is de voormalige hoofdstad van het sultanaat Pontianak en is gesticht in 1772 vanuit een handelspost aan de kust van Borneo. Vanaf 1848 tot aan de opheffing van de Westerafdeling van Borneo was Pontianak de hoofdplaats van deze residentie. Pontianak is gebouwd op moerassige grond die regelmatig onderhevig is aan overstromingen, en gebouwen werden daarom op palen gebouwd.
Pontianak kent een grote Chinese minderheid. Een derde van de bevolking is van Chinese afkomst. Deze bevolkingsgroep spreekt meestal Chaozhouhua of Hakka dialecten.

## Bezienswaardigheden
De nabij Pontianak gelegen evenaar wordt gemarkeerd door het Tugu Khatulistiwa of Evenaarmonument, dat de scheidslijn tussen het noordelijk en zuidelijk halfrond aangeeft.

## Nederlandse bisschoppen van Pontianak/Borneo (NL)
- Jan Pacificus Bos (1918-1934)
- Tarcisius Henricus Josephus van Valenberg (1934-1957)
- Herculanus Joannes Maria van der Burgt (1957 -1976)

## Geboren
- Gerrard Kornelis Dijkstra (1867-1946), Nederlandse luitenant-generaal, commandant van het KNIL
- Dirk Willem Folmer (1909-1944?), Nederlandse verzetsstrijder